# Ronan Huon
 (août 2025).
Si vous disposez d'ouvrages ou d'articles de référence ou si vous connaissez des sites web de qualité traitant du thème abordé ici, merci de compléter l'article en donnant les références utiles à sa vérifiabilité et en les liant à la section « Notes et références ».
Pour les articles homonymes, voir Huon.
Ronan Huon, né le 3 août 1922 à Saint-Omer et mort le 18 octobre 2003 à Brest, est un écrivain et éditeur français en langue bretonne.
Il dirige la revue et les éditions Al Liamm.

## Biographie

### Enfance et formation
Né en 1922, sa langue maternelle était le français mais il commença à apprendre le breton à l'âge de 17 ans. Il fit ses études à Lannion, puis à l’Université de Rennes, où il obtint une licence d'anglais et un diplôme d'études celtiques, après une année au Pays de Galles, à Swansea.

### Écrivain et éditeur breton
Après la deuxième guerre mondiale, il fonda les revues Tír na nÓg en 1945, puis Al Liamm (Le Lien) en 1948, qu'il dirigea pendant environ un demi-siècle. Il dirigea aussi les Éditions Al Liamm. Il revint en Bretagne en 1949, comme professeur d'anglais à Brest, où il resta jusqu'à la fin de sa vie. Il avait appris les rudiments du gallois et admirait le système d'éducation qui, à la différence de celui de la France, avait fait le nécessaire pour l'enseignement du gallois. Époux de Elen Ar Meliner, il eut quatre fils dont Tudual Huon, qui a pris sa suite à la tête de la revue et des éditions Al Liamm.
En tant qu'écrivain, on lui doit un recueil de poèmes Evidon Va Unan (Pour moi tout seul), et des nouvelles réunies sous les titres An Irin Glas (Les prunelles vertes) et Ur Vouezh Er Vorenn (Une voix dans la brume). Il a également complété et mis à jour le dictionnaire Breton-Français et Français-Breton de Roparz Hemon.
Il est l'auteur de très nombreux articles dans la revue Al Liamm.

### Militant breton
Il est le cofondateur du Camp Interceltique des bretonnants (KEAV) avec Vefa de Bellaing et Xavier de Langlais. Il a été décoré de l'Ordre de l'Hermine en 1992. Il fut président de l’Association des écrivains en langue bretonne.

## Publications
- Evidon Va-Unan, Al Liamm, Brest, 1955 & 1976 (poèmes)
- An Irin Glas, Al Liamm, Brest, 1966 & 1971 (nouvelles)
- Ur Vouezh Er Vorenn, Al Liamm, Brest, 1980 (nouvelles)
- Danevelloù, Al Liamm, Brest, 2007 (nouvelles)